# Todos lo saben
Todos lo saben (bra: Todos Já Sabem; prt: Todos Sabem) é um filme de mistério e drama policial franco-ítalo-espanhol de 2018 escrito e dirigido pelo cineasta iraniano Asghar Farhadi e estrelado por Javier Bardem, Penélope Cruz e Ricardo Darín. O filme foi selecionado para abrir o Festival de Cinema de Cannes de 2018 em competição e foi lançado na Espanha em 14 de setembro de 2018. Foi lançado nos Estados Unidos em 8 de fevereiro de 2019.